# Inoue Yoshika
Inoue Yoshika est un nom japonais traditionnel ; le nom de famille (ou le nom d'école), Inoue, précède donc le prénom (ou le nom d'artiste).
Le vicomte Inoue Yoshika (井上 良馨) (3 novembre 1845 - 22 mars 1929) est un maréchal de la marine impériale japonaise.

## Biographie
Fils d'un samouraï du domaine de Satsuma (actuelle préfecture de Kagoshima), Inoue participe à la guerre anglo-Satsuma dans sa jeunesse. Sévèrement blessé par un éclat d'obus à la cuisse gauche, il est cependant très impressionné par la puissance de feu de la marine britannique et par la quantité de dommage provoquée par si peu de navires. Soigné, il s'enrôle dans la marine de Satsuma et participe à tous les engagements navals importants de la guerre de Boshin contre le shogunat Tokugawa comme commandant du vaisseau Kasuga (en).
Après la restauration de Meiji et l'absorption des différentes navires féodales sous contrôle gouvernementale, Inoue devient lieutenant dans la nouvelle marine impériale japonaise, servant sur le Ryūjō (en), montant les échelons jusqu'au poste de commandant en second en 1872, et retournant sur le Kasuga comme capitaine en 1874.
Inoue est un partisan de Saigō Takamori et de sa position au Seikanron à propos de la Corée. Au moment de l'incident de Ganghwa de 1875, Inoue est capitaine de la canonnière Un'yō (en) et joue un rôle clé dans les événements qui mènent à l'ouverture de la Corée au commerce extérieur et aux relations diplomatiques. Inoue est ensuite assigné à la nouvelle corvette Seiki (en) où il est chef officier chargé de sa construction. Le Seiki est le premier navire de guerre moderne entièrement construit au Japon.
Malgré son admiration pour Saigō et la pensée qu'il puisse faire défection en emportant le Seiki, Inoue reste loyal au gouvernement de Meiji contre ses anciens compagnons lors de la rébellion de Satsuma. En octobre 1877, Inoue est assigné à bord du Seiki pour un voyage en Europe. Il passe par le canal de Suez et fait une étape à Constantinople où Inoue est reçu en audience par le sultan ottoman, puis atteint Londres. Le voyage est accueilli par la presse étrangère comme un exploit important pour le Japon. 
De retour au Japon, Inoue commande beaucoup de navires dans la marine impériale, comme le Kōtetsu, l'Asama, le Fusō (en), et le Kongō (en). Inoue est promu commandant en juin 1882 et contre-amiral le 15 juin 1886, puis nommé directeur du bureau des affaires navales peu après. Il reçoit le titre de baron (danshaku) selon le système de noblesse kazoku le 24 mai 1887. 
Inoue devient le premier commandant de l'académie navale impériale du Japon le 16 août 1888. Il devient commandant-en-chef de la flotte d'entraînement le 29 juillet 1889, et vice-amiral et commandant-en-chef du district naval de Sasebo le 12 décembre 1892. Il reste chargé des forces de réserve et ne voit donc pas les combats de la première guerre sino-japonaise. Il est commandant-en-chef du district naval de Kure du 26 février 1896 au 20 mai 1900. En novembre 1900, il est décoré de l'ordre du Trésor sacré (1re classe). Il est commandant-en-chef du district naval de Yokosuka du 20 mai 1901 au 14 janvier 1905. Il est promu amiral le 12 décembre 1901. En novembre 1905, il est décoré du Grand cordon de l'ordre du Soleil levant.
Après la guerre russo-japonaise, Inoue est élevé en vicomte (shishaku) le 21 septembre 1907 et nommé maréchal le jour de son retrait le 31 octobre 1911. Il continue cependant à exercer de l'influence dans la politique navale et est un fort partisan de l'occupation et l'annexion des îles Carolines durant la Première Guerre mondiale.
Inoue meurt en 1929. Sa tombe se trouve dans sa ville natale de Kagoshima.